# Заливка (гистология)
Заливка  - наиболее широко распространенный метод консервации материала и изготовления блоков для микротомии. После окончания проводки плотность материала всё ещё недостаточна для получения тонких равномерных срезов на микротоме, поэтому следующим этапом после гистологической проводки является заливка образцов в плотные застывающие среды (парафин, целлоидин, желатин). 
Целлоидин - заливка рекомендуется для трудно режущихся объектов (декальцинированные кости, чешуя, кожа и др.). Серийные срезы получить трудно, метод  длителен по времени. 
Желатин - для заливки рыхлых и легко распадающихся тканей, подготавливаемых для резки на замораживающем микротоме.

### Заливка в парафин
Парафин - светло-жёлтая или белая плотная масса из смеси высокомолекулярных углеводородов, устойчивая к кислотам и щелочам. Различные виды парафина имеют температуру плавления от 27 до 62°С. Для заливки чаще всего используются парафины с температурой плавления 48-56°С. Для эластичности в парафин добавляется пчелиный воск (до 5%). В последние годы часто в лабораториях используют современные готовые парафиновые среды, например «Гистомикс» с температурой плавления 52-54°С, который содержит в своём составе натуральный воск и полимерные добавки.
Заливка в парафин производится при помощи специализированного диспенсера, в котором парафин поддерживается нагретым до температуры +58-60°С, оснащённый нагревательной и охлаждающей платформами. Гистологические кассеты с образцами, пропитанными парафином, извлекаются из гистопроцессора. Образцы помещают и ориентируют в заливочных формах (специальные пластиковые или металлические формочки) необходимым образом при помощи пинцета. Формы наполняют горячим парафином, накрывают и плотно прижимают гистологической кассетой, долив парафин до краев кассеты, и помещают на охлаждающую плату, где парафиновый блок застывает при -10-20°С.
Преимущества заливки в парафин:
- доступность
- быстрота
- возможность получать тонкие срезы до 2 мкм
- залитые в парафин образцы могут храниться годами

Недостатки:
- сжатие заливаемого материала (8 - 20%)
- необходимость подвергать высоким температурам образцы[1]